# Giuliano Compagno
Giuliano Compagno (Roma, 19 giugno 1959) è uno scrittore e saggista italiano.

## Biografia
Di origini siciliane. Allievo del professor Mario Perniola, è laureato in filosofia della politica all’università di Roma "La Sapienza", e ha conseguito un dottorato di ricerca in Filosofia. Dal 1984 al 1999 ha lavorato alla facoltà di Estetica dell'Università degli Studi di Roma "Tor Vergata".
Si è occupato del pensiero non-conformista francese del Novecento, dedicando ampi studi a Georges Bataille, a Pierre Klossowski, a Pierre Drieu La Rochelle e a Georges Perec, la cui poetica infraordinaria ha applicato alle sue opere letterarie. Dal 1988 a oggi ha pubblicato una trentina di volumi per varie case editrici; dalla sua prima raccolta di aforismi dal titolo All'ultimo piano del settimo cielo alla raccolta di articoli critici Tempi stretti, i suoi libri hanno ricevuto recensioni da alcuni quotidiani e riviste come Corriere della Sera, Aftenposten, Il Sole 24 Ore, Il Secolo XIX, il Foglio, Liberal, il manifesto ed altri.
Le vite e le opere di alcuni protagonisti della cultura del ‘900 gli sono apparse altrettante sfolgoranti metafore della libertà intellettuale, com'è stato il caso dell'amico Jean Baudrillard, sulla cui morte pubblicherà in Archipiélago n. 79 il racconto Oui, ça va. Los años hermosos de Jean Baudrillard, e di Enrico Filippini, per il quale scriverà, insieme alla figlia Concita, la drammaturgia L'ultimo viaggio. La verità di Enrico Filippini, regia di Marco Solari. 
In teatro ha lavorato con Giancarlo Cauteruccio, per il quale ha curato numerose drammaturgie, tra cui I nove miliardi di nomi di Dio, da Arthur C. Clarke e il premiato Ubu c'è da Alfred Jarry. Per la regia di Marcello Cava ha scritto Impossibile e ciò nonostante qui! 50 anni senza Georges Bataille. 
Da alcuni anni lavora insieme al compositore Vittorio Montalti, per il quale ha scritto il libretto L'arte di affrontare il proprio capo per chiedergli un aumento tratto da Georges Perec (Biennale di Venezia e Fondazione I Teatri di Reggio Emilia, regie di Giancarlo Cauteruccio e Muta Imago), Ehi Giò. Vivere e Sentire del grande Rossini (TLS Spoleto e Teatro del Maggio Musicale Fiorentino, regie di Alessio Pizzech e di Francesco Saponaro), Le leggi fondamentali della stupidità umana. Opera quasi intelligente, tratto da Carlo M. Cipolla (Teatro del Maggio Musicale Fiorentino, regia di Giancarlo Cauteruccio), Un romano a Marte (Teatro dell'Opera di Roma, regia di Fabio Cherstich). 
Non appassionandosi alla militanza politica, negli anni Ottanta si dedica alla difesa dei diritti umani. Di Amnesty International diviene successivamente responsabile per il Lazio, consigliere nazionale, e membro dell'esecutivo nazionale. Per la sezione italiana organizza la prima manifestazione nazionale sui desaparecidos e il primo corteo italiano in difesa dei diritti dell'uomo. Nel 1985 è delegato al congresso mondiale AI di Jouy-en-Josas. Nel 1987 abbandona il movimento denunciando l'eccessiva infiltrazione in esso da parte di associati della Comunità di Sant'Egidio.
Trasferitosi in Norvegia, tra il settembre 1999 e l'ottobre 2002 ha diretto l'Istituto italiano di cultura a Oslo. Tra il luglio 2008 e il gennaio 2011 è stato Consigliere dell'Assessore alle Politiche Culturali e della Comunicazione di Roma Capitale Umberto Croppi.
Nella primavera del 2010 ha animato insieme a Flavia Perina, Luciano Lanna, Filippo Rossi, Monica Centanni, e Peppe Nanni il movimento dei cosiddetti "finiani", poi costituitosi in Futuro e Libertà per l'Italia. Ha curato quindi la pubblicazione del libro In alto a destra, considerato il manifesto culturale di FLI.
Ha collaborato con giornali e riviste come Avvenire, Il Tempo, il Giornale, Altri, Civiltà delle Macchine, Heavy Metal, Klassekampen, La Freccia magazine e Morgenbladet.

## Opere

### Libri
- All'ultimo piano del settimo cielo, 1988, Il Sileno, Genova.
- Generazione zero, 1990, Stalker, Roma.
- L'assente, 1991, Campanotto Editore, Udine.
- L'identità del nemico, 1993, Liguori editore, Napoli.
- Bataille, 1994, Edizioni Tracce, Pescara.
- Romani, 1995-97-99-2002, Edizioni Sonda, Torino.
- Troppo vicino, troppo lontano, 1996, Mimesis edizioni, Milano.
- The Cameron, La grande camera, 1996, (insieme a Latte & i suoi Derivati), Edizioni Associate, Roma.
- Il sesso è una parola, 1997, Edizioni Associate, Roma.
- Italiani, 2001, Edizioni Sonda, Torino.
- Fra Frans av Assisi til postmodernismen. Italenske æser oversatt til norsk, 2001, Iperborea, Milano-Oslo.
- O del tutto vivi o del tutto morti, 2002, Edizioni Tracce, Pescara.
- Norge 1905. Landets Uavhengighet sett fra datidens Italia, 2002, Edimond e Det italienske Kulturinstitutt, Città di Castello (Pg), Oslo.
- Critica della ragion pubica. Strategie di riscatto del maschio italiano, 2005, Coniglio Editore, Roma.
- Siamo come negozi, 2007, Coniglio Editore, Roma.
- SPQR. Sacri Profani Questi Romani, 2008, Edizioni Sonda, Casale Monferrato.
- Paolo Signorelli, 2008, Coniglio Editore, Roma.
- Memoria di parte, 2009, Coniglio Editore, Roma.
- In alto a destra. Attorno a Fini, tre anni che sconvolgono la politica, 2010, Coniglio Editore, Roma.
- Romanzo comunale, 2012, Newton Compton (insieme a Umberto Croppi), Roma.
- I differenti, 2014, Fahrenheit, Roma.
- Epica di un migrante. Eneide di Krypton, 2015, Iacobelli Editore, Roma.
- Era Mario Perniola. Storia di un'amicizia, 2019, Mimesis, Milano.
- Referti letterari. Appunti di una cura inconsapevole, 2021, Palombi Editori, Roma.
- Canada. Storie, visioni e sfide di un laboratorio del futuro, 2022, Mimesis (insieme a Paolo Quattrocchi), Milano.
- Leonardo Di Costanzo. Il tempo sospeso del racconto, 2023, Castel Negrino, Genova.
- Dalla luna ai rinoceronti. Storia di un geologo, di un manager e di un conservazionista, 2023, Mimesis (insieme a Michele Sofisti), Milano.
- La loro maestra si chiama Claudia. Racconto in otto anni, 2023, Iacobelli, Roma.
- Il bambino che ritrovò sua sorella. Storia fantastica di Michele, 2023, Iacobelli, Roma.
- Tempi stretti. Istantanee dall'immobile Italia, 2025, Succede Oggi Libri, Roma.

### Drammaturgie
- Mia Madre, da G. Bataille, "Aleph Teatro", Prima naz. Roma, Teatro dell'Orologio, marzo 1986.
- Codice. Luce nel vuoto, "Krypton", Prima naz. Firenze, Teatro di Rifredi, febbraio 1987.
- Skyline, "Krypton", Prima europea, Kassel, festival "Dokumenta", agosto 1987.
- Tibet: i nove miliardi di nomi di dio, da Arthur C. Clarke, "Krypton", Prima naz. Pistoia, Teatro Manzoni, marzo 1988.
- Pericolo, da Carlo Bordini, "Krypton", Prima naz. Firenze, Teatro di Rifredi, febbraio 1990.
- Avremmo voluto raccontare una storia d’amore, "Art Media factory & Krypton", Prima Naz. Avellino, Teatro Carlo Gesualdo, 14 ottobre 2003.
- Ubu C’è, da A. Jarry, “Krypton”, Prima naz., Teatro di Scandicci, maggio 2004.
- Roma, con Valeria De Luca, musiche di Piero e Francesco Pintucci, commedia musicale, Prima naz. Roma, Salone Margherita, 31 ottobre 2006.
- Impossibile e tuttavia qui! 50 anni senza Georges Bataille, "Alyax", Prima nazionale Teatro di Libera, Palazzo dei Congressi, Roma, 6 luglio 2012.
- L’ultimo viaggio. La verità di Enrico Filippini, con Concita Filippini, "ArTransit", Prima europea Ascona, Teatro San Materno, 11 aprile 2014.
- Hanno sparato a Maria! Memoria di scena di una donna italiana, “Krypton”, Prima naz. Teatro di Scandicci 11 aprile 2015.

### Libretti d'Opera e teatro musicale
- L’arte e la maniera di affrontare il proprio capo per chiedergli un aumento, da G. Perec, di Vittorio Montalti, libretto d’opera, regia di Giancarlo Cauteruccio, "Biennale di Venezia", Prima naz. 9 ottobre 2013, Teatro Arsenale, Venezia.
- Ehi Gio’! Vivere e sentire del grande Rossini, di Vittorio Montalti, libretto d’opera inedito, regia di Alessio Pizzech, "TLS Spoleto", Prima naz. 9 settembre 2016, Teatro del Complesso Monumentale di San Nicolò, Spoleto.
- Tutt’attorno niente, di Vittorio Montalti scrittura inedita per vocal music, Prima naz. 27 ottobre 2017, GIF di Firenze.
- Le leggi fondamentali della stupidità umana. Opera quasi intelligente, da Carlo M. Cipolla, di Vittorio Montalti, libretto d’opera, regia di Giancarlo Cauteruccio, "Teatro del Maggio Musicale Fiorentino", Prima naz. 25 maggio 2019, Teatro Goldoni, Firenze.
- Un romano a Marte. Ennio e gli altri, di Vittorio Montalti, libretto d’opera inedito, regia di Fabio Cherstich, "Teatro dell’Opera di Roma", Prima naz. 22 novembre 2019, Teatro Nazionale, Roma.

### Traduzioni
- Pierre Klossowski, La rassomiglianza, 1986, Sellerio editore, Palermo.
- Edward Bullough, La distanza psichica come fattore artistico e principio estetico, 1997, Aesthetica edizioni, Palermo.
- Samuel Beckett, Aspettando Godot, 2006, Krypton.
- Ida Denans, La donna che picchiava duro, 2007, Coniglio Editore, Roma.